# 本尼迪陨石坑

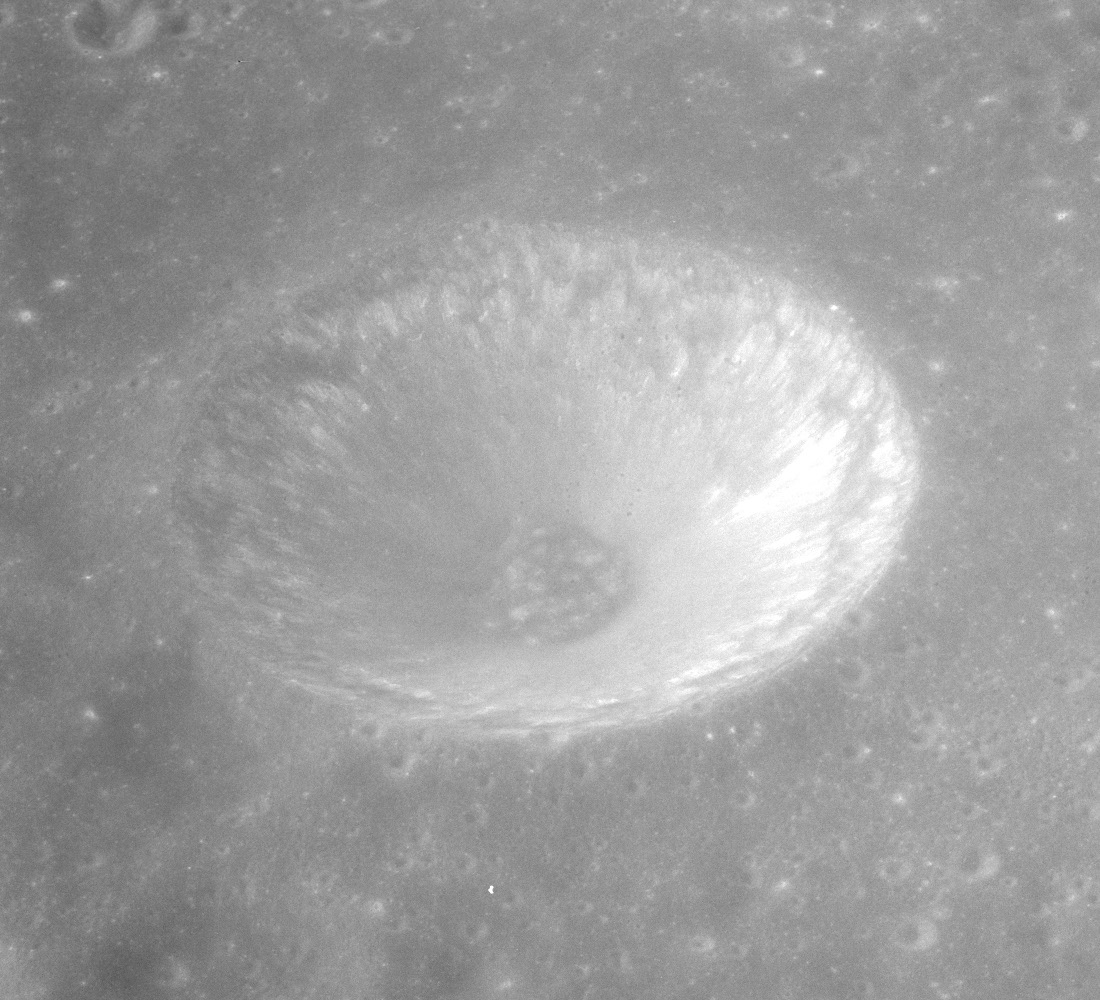
阿波罗11号拍摄的斜视图

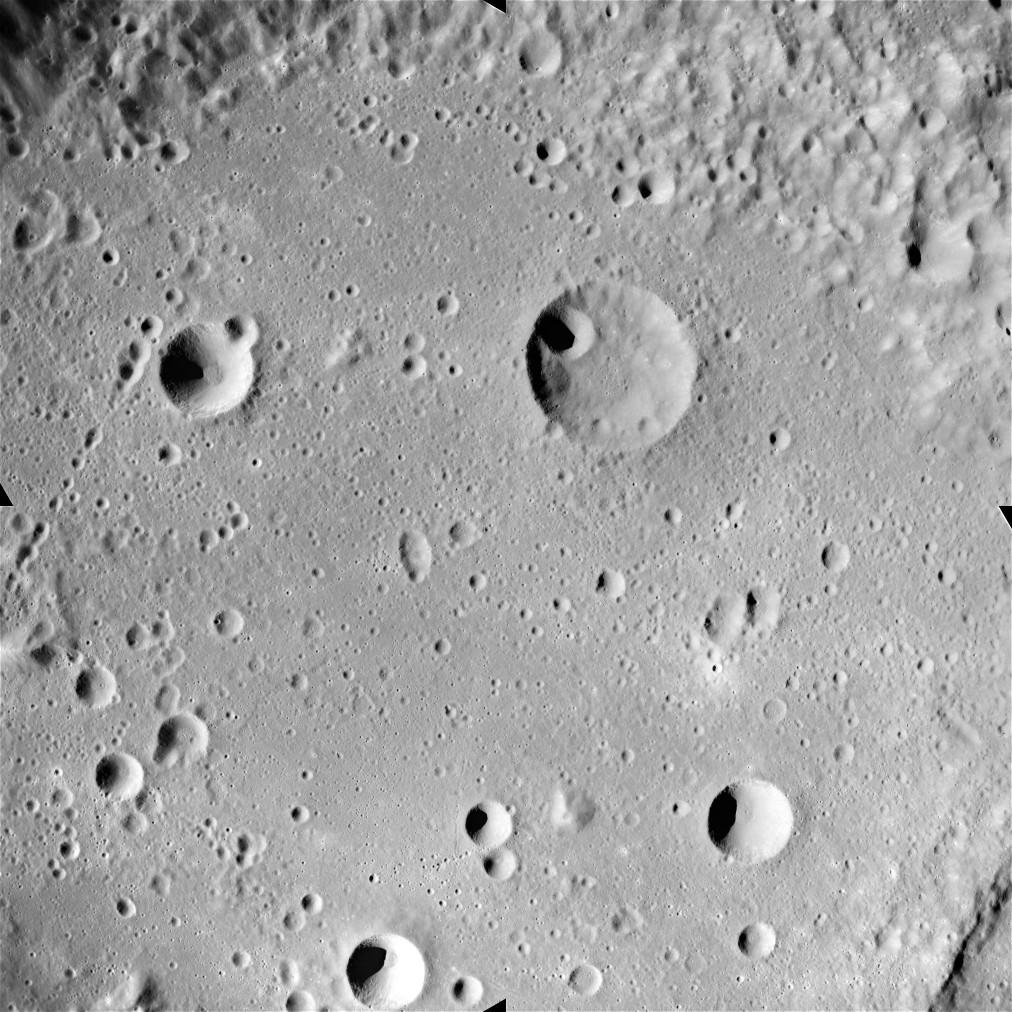
阿波罗16号拍摄的门捷列夫环形山坑内图像，本尼迪陨石坑位于底部，中上方为费歇尔陨石坑、左上和右下分别是理查兹陨石坑和哈登陨石坑。

本尼迪陨石坑（Benedict）是位于月球背面巨大的门捷列夫环形山坑内的一座小撞击坑，其名称取自美国化学家、生理学家、营养学家及热量计和肮活量仪发明人弗朗西斯·加诺·贝内迪克特（Francis Gano Benedict，1870年-1957年），1976年被国际天文学联合会批准接受。

## 描述
该陨坑西侧及西北分别分布了莫瓦桑陨石坑、贝格曼陨石坑及理查兹陨石坑，东北偏北及东北面则毗邻费歇尔陨石坑和哈登陨石坑，在它的东面-紧挨着门捷列夫环形山的东侧外壁，坐落了更大的舒斯特环形山。该陨坑中心月面坐标为4°21′N 141°32′E / 4.35°N 141.54°E，直径13.83公里，深度约2.24公里。
本尼迪陨石坑外观呈圆杯状，带有一个平坦的小坑底，几乎未受到撞击磨损。坑壁高出周边地形520米。陨坑内侧壁反照率明显较周边月表更高，显示它是一座相对年轻的小撞击坑。根据其形态特征，该陨坑隶属"BIO 型"(以该类陨石坑的典型代表—毕奥陨坑所命名)。

## 图集

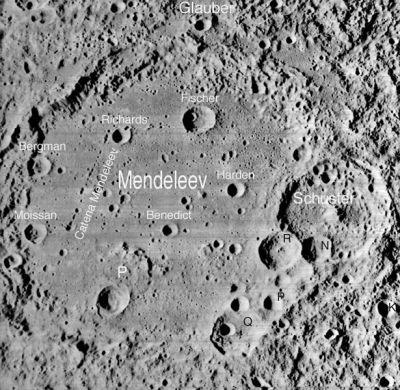
本尼迪陨石坑的周边，月球轨道器1号拍摄.
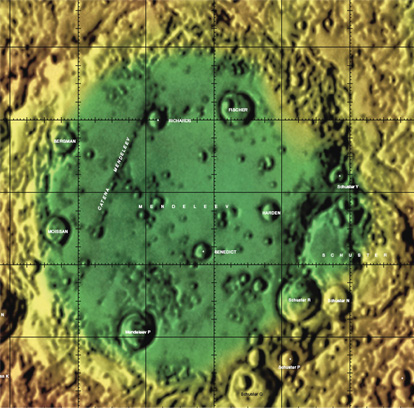
LAC-66 区域图.

## 另请参阅
- Andersson, L. E.; Whitaker, E. A. . NASA RP-1097. 1982.
- Blue, Jennifer. . USGS. July 25, 2007  [2007-08-05]. （原始内容存档于2015-05-26）.
- Bussey, B.; Spudis, P. . New York: Cambridge University Press. 2004. ISBN 978-0-521-81528-4.
- Cocks, Elijah E.; Cocks, Josiah C. . Tudor Publishers. 1995. ISBN 978-0-936389-27-1.
- McDowell, Jonathan. . Jonathan's Space Report. July 15, 2007  [2007-10-24]. （原始内容存档于2015-01-12）.
- Menzel, D. H.; Minnaert, M.; Levin, B.; Dollfus, A.; Bell, B. . Space Science Reviews. 1971, 12 (2): 136–186. Bibcode:1971SSRv...12..136M. doi:10.1007/BF00171763.
- Moore, Patrick. . Sterling Publishing Co. 2001. ISBN 978-0-304-35469-6.
- Price, Fred W. . Cambridge University Press. 1988. ISBN 978-0-521-33500-3.
- Rükl, Antonín. . Kalmbach Books. 1990. ISBN 978-0-913135-17-4.
- Webb, Rev. T. W.  6th revised. Dover. 1962. ISBN 978-0-486-20917-3.
- Whitaker, Ewen A. . Cambridge University Press. 1999. ISBN 978-0-521-62248-6.
- Wlasuk, Peter T. . Springer. 2000. ISBN 978-1-85233-193-1.